# Music to Make Love to Your Old Lady By
Nathaniel Merriweather presents... Lovage: Music to Make Love to Your Old Lady By è il primo album in studio del progetto musicale statunitense Lovage, pubblicato il 6 novembre 2001 dalla 75 Ark, etichetta distribuita dalla Tommy Boy Records.

## Descrizione
La copertina è una parodia della copertina del secondo album di Serge Gainsbourg.

## Tracce
Testi di Mike Patton e Jennifer Charles eccetto dove indicato, musiche di Dan the Automator.
1. Ladies Love Chest Rockwell – 1:19
2. Pit Stop (Take Me Home) – 3:56
3. Anger Management – 4:17
4. Everyone Has a Summer – 4:16
5. To Catch a Thief – 3:17
6. Lies and Alibis – 3:16
7. Herbs, Good Hygiene & Socks – 1:55
8. Book of the Month – 4:28
9. Lifeboat – 4:45
10. Strangers on a Train – 4:36
11. Lovage (Love That Lovage, Baby) – 1:04
12. Sex (I'm A...) (Cover dei Berlin) – 6:19 (Terri Nunn, John Crawford, David Diamond)
13. Koala's Lament – 3:53
14. Tea Time with Maseo – 1:38
15. Stroker Ace – 4:29
16. Archie & Veronica – 6:05

Durata totale: 59:33

## Formazione

### Lovage
- Dan the Automator - produzione musicale, missaggio
- Mike Patton - voce
- Jennifer Charles - voce
- Kid Koala - turntables

### Altri musicisti
- Astacio the Nudist - chitarra
- SweetP - clavicembalo, flauto traverso
- Daniel Spills - tastiere (tracce 3, 5, 9 e 16)
- Chest Rockwell - voce (traccia 1)
- Afrika Bambaataa - voce (traccia 7)
- Sir Damien Thorne VII of the Cockfoster's Clan - voce (traccia 11)
- Chàramelle Carmel - voce (traccia 14)
- Howie Weinberg - masterizzazione
- James Dawson - fotografia
- Brandon Arnovick - realizzazione grafica